# Califado Otomano
O Califado do Império Otomano (em turco otomano: خلافت مقامى romanizado: hilâfet makamı lit. 'escritório do califado') foi a reivindicação dos chefes da Dinastia Otomana de serem os califas do Islamismo no final da Idade Média e no início da Era Moderna. Durante o período da expansão otomana, os governantes otomanos reivindicaram autoridade califal após a conquista do Egito Mameluco pelo sultão Selim I em 1517 e a abolição do Califado Abássida controlado pelos mamelucos. Isto deixou Selim como o Guardião dos Lugares Santos de Meca e Medina e fortaleceu a reivindicação otomana de liderança no mundo muçulmano.
O desaparecimento do Califado Otomano ocorreu devido a uma lenta erosão do poder em relação à Europa Ocidental, e por causa do fim do Estado Otomano como consequência da divisão do Império Otomano pelo Mandato da Sociedade das Nações. Abdul Mejide II, o último califa otomano, manteve a sua posição de califa durante alguns anos após a divisão, mas com as reformas seculares de Mustafa Kemal Atatürk e o subsequente exílio da família imperial Osmanoğlu da Turquia em 1924, a posição de califa foi abolida. Mustafa Kemal Atatürk ofereceu o califado a Ahmed Sharif as-Senussi, com a condição de que residisse fora da Turquia; Senussi recusou a oferta e confirmou o seu apoio a Abdul Mejide II. 
Com o estabelecimento de ordens sufis como Bayramiyya e Mawlawiyya sob o califado otomano, o lado místico do Islã, o sufismo, floresceu.    

## História

### Selim I a Abdulazize (1517–1876)

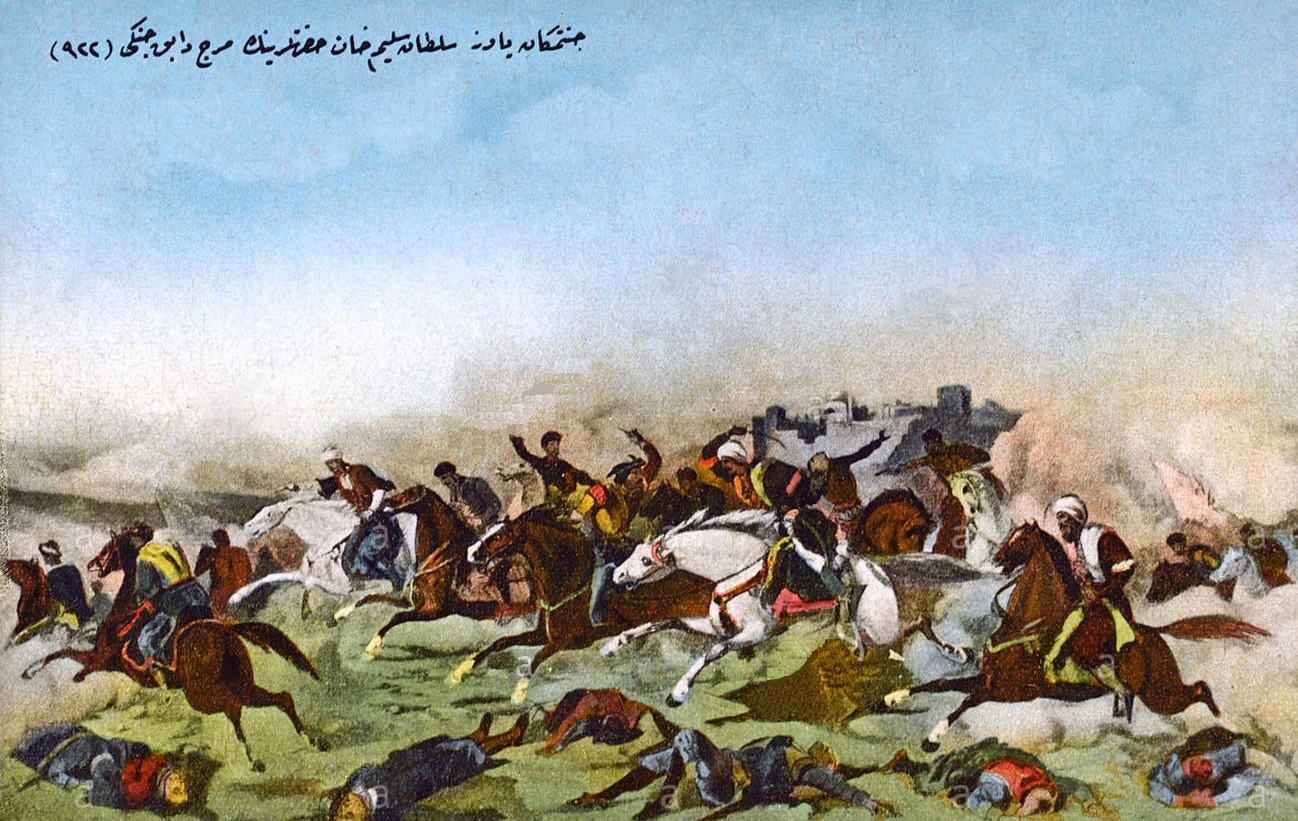
A Batalha de Marj Dabiq entre os exércitos otomano e mameluco

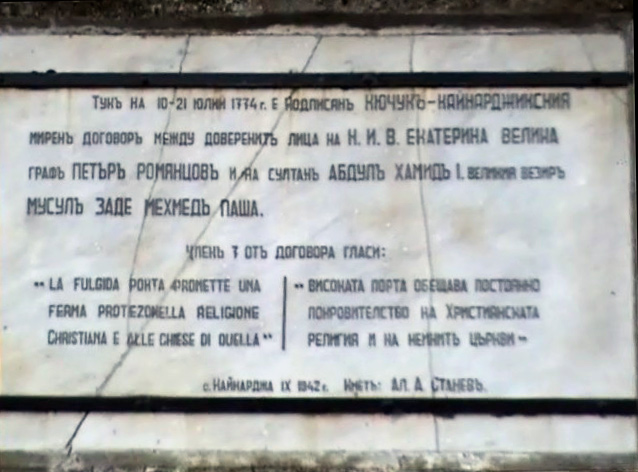
Placa comemorativa onde foi assinado o Tratado de Küçük Kaynarca

Em 1517, o sultão otomano Selim I derrotou o Sultanato Mameluco do Cairo na Guerra Otomano-Mameluca. O último califa do Cairo, Mutavaquil III, foi trazido de volta a Constantinopla como prisioneiro. Ali, diz-se que Mutavaquil III entregou formalmente o título de califa, bem como os seus emblemas exteriores – a espada e o manto de Maomé – a Selim, estabelecendo os sultões otomanos como a nova linhagem califal.  E gradualmente passaram a ser vistos como líderes de facto e representantes do mundo islâmico. A partir de Constantinopla, os sultões otomanos governaram um império que, no seu auge, cobria a Anatólia, a maior parte do Médio Oriente, o Norte de África, o Cáucaso, e estendia-se profundamente pela Europa Oriental.
Fortalecidas pela Paz de Vestfália e pela Revolução Industrial, as potências europeias reagruparam-se e desafiaram o domínio otomano. Devido em grande parte à fraca liderança, às normas políticas arcaicas e à incapacidade de acompanhar o progresso tecnológico na Europa, o Império Otomano não conseguiu responder eficazmente ao ressurgimento da Europa e perdeu gradualmente a sua posição como uma grande potência preeminente.
O primeiro uso político (e não religioso) do título de califa, no entanto, não ocorreria até 1774, quando os otomanos precisaram se opor aos russos, que anunciaram que precisavam proteger os cristãos ortodoxos sob o Império Otomano, fazendo uma afirmação semelhante. sobre os muçulmanos que vivem na Rússia.  Os britânicos afirmariam com tato a reivindicação otomana ao califado e fariam com que o califa otomano emitisse ordens aos muçulmanos que viviam na Índia Britânica para cumprirem o governo britânico. 
No século XIX, o Império Otomano iniciou um período de modernização conhecido como Tanzimat, que transformou a natureza do Estado Otomano, aumentando enormemente o seu poder, apesar das perdas territoriais do império.  Apesar do sucesso das suas reformas de auto-fortalecimento, o império foi em grande parte incapaz de igualar a força militar do seu principal rival, o Império Russo, e sofreu várias derrotas nas Guerras Russo-Turcas. O Estado otomano não cumpriu os seus empréstimos em 1875-76, parte de uma crise financeira mais ampla que afetou grande parte do globo. 
O governo britânico apoiou a visão de que os otomanos eram califas do Islã entre os muçulmanos na Índia britânica e os sultões otomanos, em troca, ajudaram os britânicos emitindo pronunciamentos aos muçulmanos da Índia, que os exaltavam a apoiar o domínio britânico; estes vieram do sultão Selim III e do sultão Abdul Mejide I. 

### Abdulamide II (1876–1909)
O sultão Abdulamide II, que governou de 1876 a 1909, sentiu que a situação desesperadora do Império só poderia ser remediada através de uma liderança forte e determinada. Ele desconfiava dos seus ministros e de outros funcionários que serviram aos seus antecessores e gradualmente reduziu o seu papel no seu regime, concentrando o poder absoluto sobre a governação do Império nas suas próprias mãos. Assumindo uma linha dura contra o envolvimento ocidental nos assuntos otomanos, ele enfatizou o carácter "islâmico" do Império, reafirmou o seu estatuto de califa e apelou à unidade muçulmana por trás do califado. Abdulamide fortaleceu um pouco a posição do Império e conseguiu brevemente reafirmar o poder islâmico, construindo numerosas escolas, reduzindo a dívida nacional e embarcando em projetos destinados a revitalizar a decadente infraestrutura do Império. 
.Em 1899, os otomanos atenderiam a um pedido do governo dos Estados Unidos e alavancariam sua autoridade religiosa como califas para ordenar que o Sultanato de Sulu (localizado onde hoje é o sul das Filipinas e o nordeste da Malásia) parasse a defesa do sultanato e se rendesse à invasão americana; O sultão Jamalul Kiram II do Sultanato de Sulu atenderia à ordem do califa sultão Abdulamide II e se renderia.  
O golpe dos três Paxás em 1909 marcou o fim do seu reinado. Oficiais militares turcos com inclinações ocidentais que se opunham ao governo de Abdulamide organizaram-se constantemente na forma de sociedades secretas dentro e fora da Turquia. Em 1906, o movimento contava com o apoio de uma parcela significativa do exército, e seus líderes formaram o Comitê de União e Progresso (CUP), informalmente conhecido como Partido dos Jovens Turcos. Os Jovens Turcos procuraram remodelar a administração do Império segundo as linhas ocidentais. A sua ideologia era de carácter nacionalista e foi precursora do movimento que tomaria o controlo da Turquia após a Primeira Guerra Mundial. Os líderes da CUP apresentaram as suas ideias ao público como um renascimento dos "verdadeiros princípios islâmicos". Sob a liderança de Enver Paxá, um oficial militar turco, a CUP lançou um golpe militar contra o sultão em 1908, proclamando um novo regime em 6 de julho. Embora tenham deixado Abdulamide no seu trono, os Jovens Turcos obrigaram-no a restaurar o parlamento e a constituição que suspendera trinta anos antes, criando assim uma monarquia constitucional e despojando o Califado da sua autoridade. 

### Contra-golpe e Incidente de 31 de março
Um contra-golpe lançado por soldados leais ao sultão ameaçou o novo governo, mas acabou por fracassar. Após nove meses da nova legislatura, o descontentamento e a reação encontraram expressão num movimento contrarrevolucionário do Incidente de 31 de Março, que na verdade ocorreu em 13 de Abril de 1909. Muitos aspectos desta revolta, que começou dentro de certos sectores do exército amotinado em Constantinopla, ainda estão por analisar. A sua percepção geralmente admitida de um movimento “reacionário” tem sido por vezes contestada, dados os resultados e efeitos no jovem sistema político. 
Abdulamide foi deposto em 13 de abril de 1909. Ele foi substituído por seu irmão Rashid Effendi, que foi proclamado sultão Maomé V Raxade em 27 de abril. 

### Maomé V Raxade (1909–1918)

#### Com a Líbia
Em 1911, a Itália guerreou com os otomanos pela Líbia, e o fracasso da Turquia em defender estas regiões demonstrou a fraqueza dos militares otomanos. Em 1912, Bulgária, Sérvia, Montenegro e Grécia formaram a Liga Balcânica, uma aliança anti-otomana que posteriormente lançou um ataque conjunto ao Império Otomano. As Guerras Balcânicas que se seguiram eliminaram a pouca presença que os otomanos tinham deixado na Europa, e apenas as lutas internas entre os aliados da Liga Balcânica os impediram de avançar para a Anatólia. 
Internamente, os otomanos continuaram a ser perturbados pela instabilidade política. As revoltas nacionalistas que atormentaram o Império esporadicamente nos últimos cinquenta anos intensificaram-se. As massas estavam cada vez mais frustradas com a má governação crónica e com o mau desempenho dos otomanos nos conflitos militares. Em resposta, a CUP liderou um segundo golpe de estado em 1913 e assumiu o controle absoluto do governo. Durante os cinco anos seguintes, o Império foi um estado de partido único governado pela CUP sob a liderança de Enver Paxá (que regressou a Constantinopla depois de ter servido a Turquia no estrangeiro em várias funções militares e diplomáticas desde o golpe inicial), Ministro do Interior Talat Paxá, e o Ministro da Marinha Cemal Paxá. Embora o sultão tenha sido mantido, ele não fez nenhum esforço para exercer o poder de forma independente dos Jovens Turcos e foi efetivamente seu fantoche. O califado foi assim mantido nominalmente por Maomé V, mas a autoridade ligada ao cargo cabia aos Jovens Turcos. 

#### Primeira Guerra Mundial
Com o início da Primeira Guerra Mundial na Europa, os Jovens Turcos firmaram uma aliança com a Alemanha, um movimento que teria consequências desastrosas. O Império entrou na guerra ao lado das Potências Centrais em novembro de 1914, e a Grã-Bretanha, a França e a Rússia imediatamente declararam guerra ao Império Otomano.  Durante o desenvolvimento da guerra, a posição do império continuou a deteriorar-se e mesmo no Médio Oriente – o coração do mundo islâmico – em breve estaria perdido.

#### Apelo à Jihad
Embora os Jovens Turcos tivessem obrigado o sultão, na sua qualidade de califa, a declarar uma jihad instando todos os muçulmanos a resistir à invasão aliada nas suas terras, o esforço foi em grande parte malsucedido. O governo dos Jovens Turcos renunciou em massa e Enver, Talat e Cemal fugiram da Turquia a bordo de um navio de guerra alemão. o sultão Mehmed VI, que foi proclamado sultão depois que seu irmão Mehmed V morreu de ataque cardíaco em julho, concordou com um armistício. O Armistício de Mudros formalizando a rendição otomana foi assinado a bordo do HMS Agamemnon em 30 de outubro de 1918. As tropas aliadas chegaram a Constantinopla e ocuparam o palácio do sultão pouco depois. 

#### Divisão do Império Otomano
No final da guerra, os otomanos tinham perdido praticamente todo o seu império. Na esperança de manter o seu trono e preservar a dinastia otomana de uma forma ou de outra, o sultão concordou em cooperar com os Aliados. Ele dissolveu o parlamento e permitiu que uma administração militar aliada substituísse o governo desocupado pelos Jovens Turcos. 

#### Movimento Khilafat
O Movimento Khilafat (1919–22) foi uma campanha política lançada na Índia Britânica sobre a política britânica contra a Turquia e o desmembramento planejado da Turquia após a Primeira Guerra Mundial pelas forças aliadas.   
Os líderes participantes do movimento incluíam Shaukat Ali, Maulana Mohammad Ali Jauhar,  Hakim Ajmal Khan,   e Abul Kalam Azad  alguns dos quais procuravam restaurar o califa do califado otomano, enquanto outros promoveu os interesses muçulmanos e trouxe os muçulmanos para a luta nacional.
Mahatma Gandhi apoiou o movimento como parte de sua oposição ao Império Britânico e também defendeu um movimento mais amplo de não cooperação ao mesmo tempo.  Vallabhbhai Patel, Bal Gangadhar Tilak e outras figuras do Congresso também apoiaram o movimento.  
Geralmente descrito como um protesto contra as sanções impostas ao Império Otomano após a Primeira Guerra Mundial pelo Tratado de Sèvres, o movimento também é conhecido pela unidade hindu-muçulmana.  Terminou em 1922, após o fim do movimento de não cooperação.     

### Abolição

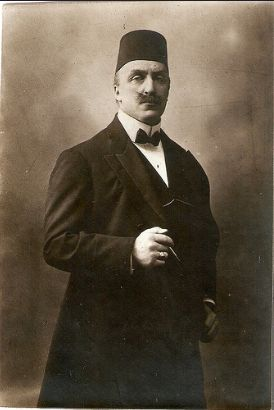
Abdul Mejide II, o último califa otomano

O Movimento Nacional Turco, conforme explicado nos detalhes na Guerra da Independência Turca, formou uma Grande Assembleia Nacional Turca em Ancara em 23 de abril de 1920 e garantiu o reconhecimento formal da independência da nação e novas fronteiras em 20 de fevereiro de 1923 através do Tratado de Lausanne. A Assembleia Nacional declarou a Turquia uma república em 29 de outubro de 1923 e proclamou Ancara como sua nova capital. Depois de mais de 600 anos, o Império Otomano deixou oficialmente de existir. No entanto, sob a direcção dos Aliados, o Sultão comprometeu-se a suprimir tais movimentos e garantiu uma fátua oficial do Xeque do Islão declarando-os não-islâmicos.  Mas os nacionalistas ganharam impulso de forma constante e começaram a desfrutar de apoio generalizado. Muitos sentiram que a nação estava madura para a revolução. Num esforço para neutralizar esta ameaça, o Sultão concordou em realizar eleições, na esperança de aplacar e cooptar os nacionalistas. Para sua consternação, os grupos nacionalistas venceram as urnas, levando-o a dissolver novamente o parlamento em abril de 1920. 

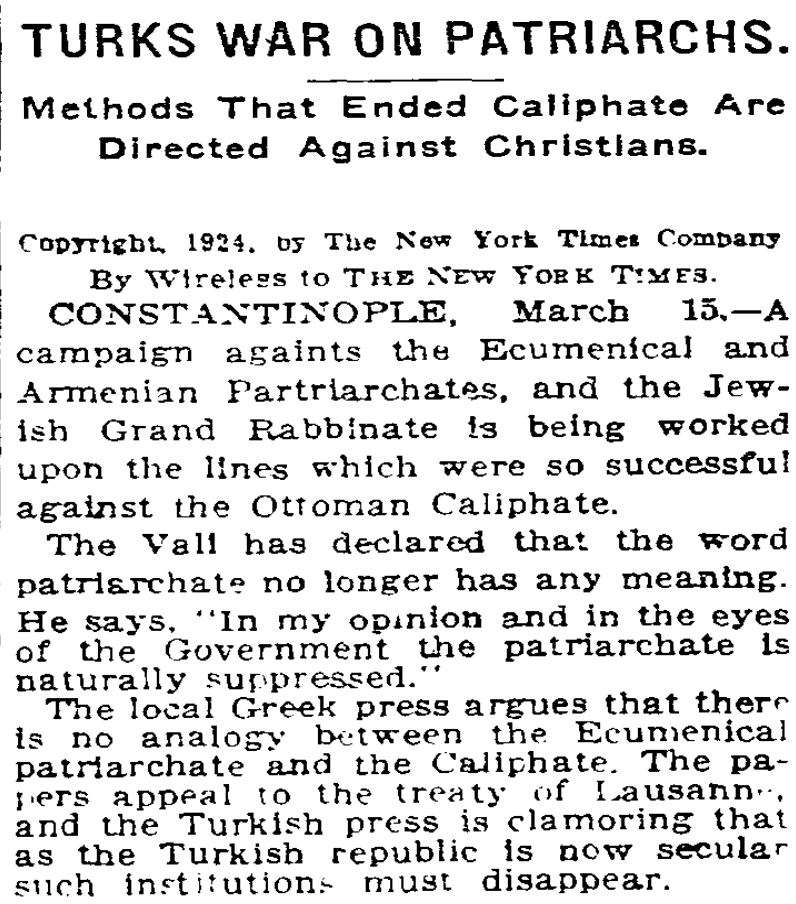
"Guerra dos Turcos contra os Patriarcas", após a Abolição do Califado, conforme relatado no The New York Times, 16 de março de 1924

Inicialmente, a Assembleia Nacional parecia disposta a permitir um lugar para o califado no novo regime, concordando com a nomeação do primo de Mehmed, Abdul Mejide como califa após a partida de Mehmed (novembro de 1922). Mas a posição foi destituída de qualquer autoridade, e o reinado puramente cerimonial de Abdul Mejide duraria pouco. Mustafa Kemal foi um crítico veemente da Casa Otomana e de sua orientação islâmica. 
Ainda assim, apesar de todo o poder que já exercia na Turquia, Kemal não se atreveu a abolir completamente o califado, pois este ainda contava com um grau considerável de apoio do povo comum. 
Então, em 1924, dois irmãos indianos, Maulana Mohammad Ali Jauhar e Maulana Shaukat Ali, líderes do Movimento Khilafat, com sede na Índia, distribuíram panfletos apelando ao povo turco para preservar o califado otomano em prol do Islão.  Contudo, sob o novo governo nacionalista da Turquia, isto foi interpretado como intervenção estrangeira, e qualquer forma de intervenção estrangeira foi rotulada como um insulto à soberania turca e, pior, como uma ameaça à segurança do Estado. Kemal prontamente aproveitou a oportunidade. Por sua iniciativa, a Assembleia Nacional aboliu o Califado em 3 de março de 1924. Abdülmecid foi enviado para o exílio juntamente com os restantes membros da Casa Otomana.   Mustafa Kemal Atatürk ofereceu o califado a Ahmed Sharif as-Senussi, com a condição de que residisse fora da Turquia; Senussi recusou a oferta e confirmou o seu apoio a Abdul Mejide. 